# Château du Meux
 (septembre 2012).
Si vous disposez d'ouvrages ou d'articles de référence ou si vous connaissez des sites web de qualité traitant du thème abordé ici, merci de compléter l'article en donnant les références utiles à sa vérifiabilité et en les liant à la section « Notes et références ».
Le château du Meux, est un château de la commune du Meux, dans le département de l'Oise, en France.
Le château fait l’objet d’une inscription au titre des monuments historiques depuis le 17 mai 1977.

## L'histoire du château
Le château tel qu'on le voit aujourd'hui n'est pas le premier château du Meux. Un château féodal semble avoir été construit au XIIe siècle dans le village, sur les collines de La Bruyère. Certains affirment qu'il aurait été détruit au XVe siècle sur ordre de Charles VII car il aurait été conquis précédemment par les Anglais et les Bouguignons.
Jean de Rouville, seigneur du Meux, lance la construction du nouveau château qui sera achevée en 1637 par son fils. Parmi les architectes possibles, on cite François Mansart (1598-1666) et Sébastien Bruand (?-1670).
Les différents propriétaires furent : Louis Marie de Rouville (à partir de 1708), le comte de la Mothe-Haudancourt (1720), Jacques-François de Maleissye (1738), C-F Laurès (1747), M. Viat (1791), Sophie Viat (1804), filles de Sophie Viat (1830), Jeanne-Valérie Poulain de la Bigne (1875), Claire Desrotours Fanneau de la Touche (1890), Comtesse d'Evry (1908), Hector Sirot (1942), Jacques Darmon propriétaire actuel (1976).

## Le château et ses dépendances

### Le bâtiment
Le château est composé d'un seul corps de bâtiment de 32 m de longueur, entre parc et jardin, orienté sensiblement nord-sud. Les façades extérieures sont en briques et pierres. La triple harmonie de la pierre blanche, de la brique rose et de l'ardoise bleue est caractéristique de la construction de cette époque. Les fenêtres, cinq à chaque niveau sur chacune des deux façades, sont encadrées par des pierres appareillées. La toiture est en ardoises ; la couverture est posée sur une charpente particulièrement remarquable dessinant un « comble à surcroît ».

### Distribution intérieure
Le vestibule central sépare le rez-de-chaussée en deux parties distinctes : à gauche, les pièces de réception en enfilade, à droite la cuisine et les pièces réservées au personnel, desservies par un corridor. Ces pièces ont une hauteur sous plafond de 4,60 m. L'élément le plus intéressant de l'architecture est l'escalier voûté en briques et pierre composé de deux volées droites de sens opposé réunies par des paliers rectangulaires (un repos et un palier par étage). Il est inscrit à l'inventaire supplémentaire des monuments historiques (comme les façades et la toiture).

### Les dépendances
Le parc contenait plusieurs bâtiments secondaires dont il reste l'essentiel encore aujourd'hui.
La maison du jardinier est attestée dès 1747. Elle était en ruine en 1976 et fut rasée.
L'ancienne chapelle-orangerie, d'une superficie de 35 m2, était la chapelle particulière des seigneurs du Meux. Il existe une correspondance de M. Laurès avec le cardinal Estienne René Potier demandant en mai 1757 l'établissement de cette chapelle.
Les communs datent vraisemblablement du XVIIIe siècle, mais ont été complétés de bâtiments construits un siècle plus tard.
La grange est un beau bâtiment de 8 m de haut et 25 m de long, couvert de tuile. La grange actuelle date sans doute de la deuxième moitié du XIXe siècle, même si une grange est citée dans les textes du XVIIe siècle.

### Le parc
Le parc du château s'étend sur près de 7 ha ; il est entièrement clos. Il était à l'origine dessiné comme un parc à la française divisé en parterres avec quatre avenues d'arbres (ormes et chênes) de droite et de gauche (1791). Certains attribuent dès le début du XIXe siècle le dessin du parc à Le Nôtre. Cette organisation a disparu il y a 150 ans et les arbres poussent désormais librement sur les côtés de la pelouse centrale.
Sur l'autre façade du château, du côté de la grande rue, se trouve un autre jardin, plus petit, sur le modèle des jardins anglais avec un cheminement principal en ovale ainsi que des bosquets. Au centre de la pelouse, un tulipier de Virginie de plus de 30 mètres, sans doute vieux de plus de 200 ans et cité parmi les plus beaux arbres de l'Oise.